# Merimandroso
Merimandroso é uma comuna de Madagascar, pertencente ao distrito de Ambohidratrimo, na região de Analamanga. Sua população, segundo o censo de 2001, era de aproximadamente 10 229 habitantes.